# Glomeris bimaculata
Glomeris bimaculata är en mångfotingart som beskrevs av Fedrizzi 1875. Glomeris bimaculata ingår i släktet Glomeris och familjen klotdubbelfotingar. Inga underarter finns listade i Catalogue of Life.